# Hochstraß (Gemeinde Klausen-Leopoldsdorf)
Hochstraß ist ein Dorf in der Gemeinde Klausen-Leopoldsdorf im Bezirk Baden in Niederösterreich. Der Ort ist fast zusammengewachsen mit dem Ortsteil Schwabendörfl, der ein Ortsteil der Gemeinde Pressbaum im Bezirk St. Pölten-Land ist.

## Geographie, Verkehr
Der Ort ist eine Streusiedlung, an einem Bergsattel zwischen Tullntal und Schwechattal auf knapp 600 m ü. A., rund fünf Kilometer nordnordwestlich von Klausen-Leopoldsdorf gelegen.
Hochstraß ist über eine eigene Anschlussstelle an die Wiener Außenring Autobahn A 21 erreichbar. Der Bereich Hochstraß ist im Winter der kritischste Punkt der A 21, da dort oft – trotz Kettenpflicht – Lkw an den Steilstücken hängenbleiben.

## Geschichte
Im Jahr 1822 wurde der Ort zusammen mit Grödl und Forsthof genannt und mit 42 zerstreuten Waldhütten beschrieben, die nach Altlengbach eingepfarrt waren, die Kinder aber im Ort eingeschult wurden. Die Herrschaft Purkersdorf besaß die Ortsobrigkeit, übte die Landgerichtsbarkeit aus und hatte die Grundherrschaft inne. Die Konskription wurde von der Herrschaft Neulengbach besorgt. Laut Adressbuch von Österreich waren im Jahr 1938 in Hochstraß drei Gastwirte, ein Gemischtwarenhändler und zwei Schuster ansässig.

## Infrastruktur
In Hochstraß befindet sich ein Kindergarten.
Aufgrund der engen räumlichen Verbindung hat Hochstraß mit Schwabendörfl eine gemeinsame Feuerwehr, die Freiwillige Feuerwehr Hochstraß-Schwabendörfl, die aber organisatorisch auch zum Bezirk Baden gehört.